# Біглицька коса
47°07′04″ пн. ш. 38°33′39″ сх. д. / 47.117777777778° пн. ш. 38.560833333333° сх. д.
Біглицька коса — намивна піщано-мушлева коса, розташована на північному російському узбережжі Азовського моря, в Таганрозькій затоці, приблизно за 25 км на захід від міста Таганрог, та за 30 км на схід від Кривої коси. Також поблизу коси, на північний захід, розташовано Міуський лиман утворений річкою Міус. Адміністративно, Біглицька коса відноситься до Лакедемонівського сільського поселення Неклинівського району, Ростовської області.
На косі є кілька малих прісноводних озер, що зазвичай пересихають в спекотні літні місяці. Також на косі розташовані занедбані будівлі рибколгоспу імені Орлова (кілька цегляних бараків, та зруйнований прибоєм причал) й, — у крайній східній частині коси, маяк. Затока між косою й берегом, що має майже круглу форму — мілководна й прісноводна, переважно поросла водоростями.

## Флораіфауна
Територія Біглицької коси, є пам'яткою природи, має багату флору — зареєстровано 142 види судинних рослин. Причому, багато з них включені в Червону книгу Ростовської області.
Через високий рівень обміління затоки, ловля риби в межах коси давно припинено, що створює відмінні умови для колоній диких качок й чайок.

## Туризм
Віддаленість від великих населених пунктів й доріг не сприяють популярності Біглицької коси серед туристів. Сюди веде тільки ґрунтова дорога, що після сильного дощу стає практично непроїжджою. Через відсутність будь-якої інфраструктури на косі поширено відпочинок у наметах. Нечисленних туристів приваблює великий піщано-мушляний пляж (частка кварцового піску й мушлі сягає 70 %) і грязьові процедури, оскільки дно неглибокої Біглицької затоки за виходом піщано-глинистих відкладень у цьому місці вкрите товстим шаром мулякою . Донний мул на Біглицькій косі складається з літоральних відкладень (галька, гравій, пісок, органічні рештки) і плавневих ґрунтів, представлених іловатими суглинками, глинами, тонкозернистими пісками й уламками черепашок. В цілому, склад мулу надає комплексну дію на оздоровлення організму. Для повноцінного купання коса стає придатною тільки під час припливу. Глибина досягає 1 м лише при видаленні від берега на 100 м. Невелика (місцями до 50 см) глибина моря приваблює сім'ї з маленькими дітьми, а завдяки постійним вітрам і відсутності високої рослинності, Біглицька коса має популярність серед дельтапланеристів та парапланеристів.

## Фільми
- «Беглицкая коса: журавлі і самоскиди» Еко-туристичний фільм В. В. Залеського.